# Raccordement van Dunkerque-Ouest
Het Raccordement van Dunkerque-Ouest is een Franse spoorlijn in de haven van Duinkerke. De lijn is 6,0 km lang en heeft als lijnnummer 302 506.

## Geschiedenis
De lijn werd in de tweede helft van de 20e eeuw aangelegd door de SNCF om de hoogovens van Sollac in de haven van Duinkerke per spoor te ontsluiten.

## Treindiensten
De lijn is alleen in gebruik voor goederenvervoer.

## Aansluitingen
In de volgende plaatsen is of was er een aansluiting op de volgende spoorlijnen:
aansluiting Puyt-Houck-Est
RFN 304 000, spoorlijn tussen Coudekerque-Branche - Les Fontinettes
Boucle est
RFN 302 531, raccordement van Dunkerque-Est

## Elektrische tractie
De lijn is geëlektrificeerd met een spanning van 25.000 volt 50 Hz.